# De man uit Kaboel

De ligging van Afghanistan in Azië.

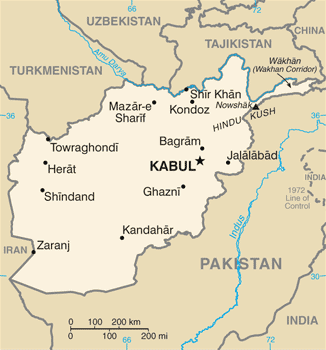
Een overzichtskaart van Afghanistan.

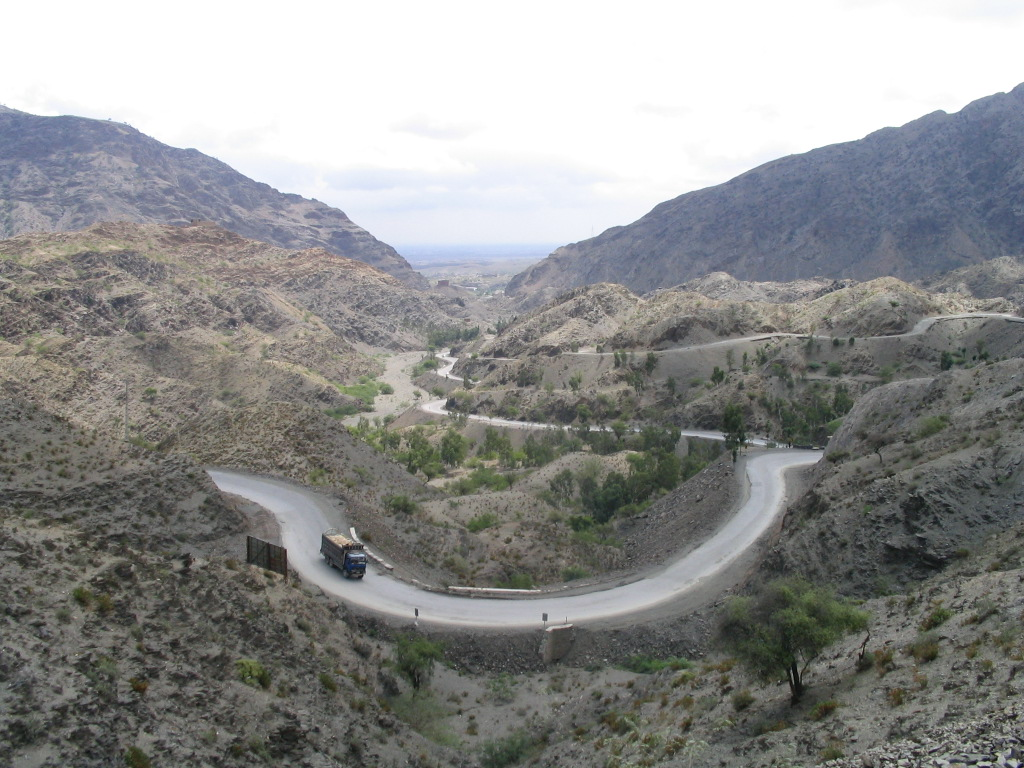
De Khyberpas tussen Afghanistan en Pakistan.

De man uit Kaboel is een spionageroman van auteur Gérard de Villiers en is het 25e deel uit de S.A.S.-reeks met als protagonist de Oostenrijkse prins en freelance CIA-agent Malko Linge.

## Het verhaal
In de woestenij van Afghanistan is een Chinees vliegtuig neergestort met aan boord Lin Piao, een voormalig minister. Hij is door de Chinese autoriteiten uit zijn functie ontheven en onder huisarrest geplaatst.
Volgens de aanhoudende geruchten was hij aan boord van het vliegtuig om het land te ontvluchten. Dezelfde geruchten beweren dat Lin Piao weliswaar nog in leven is maar ook zwaargewond.
Voor Malko begint een dodelijke race tegen de klok omdat zowel de Chinezen als de Russen jacht op Piao maken.

## Personages
- Malko Linge, een Oostenrijkse prins en CIA-agent;
- Lin Piau, de opvolger van Mao;
- Lal, een Chinese jongen;
- Birgitta, een Duitse nymfomane.